# 통영 안정사 목조지장시왕상
통영 안정사 목조지장시왕상(統營 安靜寺 木造地藏十王像)은 대한민국 경상남도 통영시 안정사에 있는 불상이다. 2009년 8월 6일 경상남도의 유형문화재 제490호로 지정되었다.

## 개요
안정사 명부전에는 목조 지장상을 비롯해 모두 20구의 불상이 봉안되어 있다. 지장보살좌상을 중심으로 우측에 무독귀왕상(좌측 도면존자상은 도난) 1구, 시왕상과 동자상, 귀왕상, 판관상, 사자상, 역사상이 좌우로 각가 1구씩 배치되어 있다.
명부전 내 제상(諸像)은 모두 복장공이 마련되어 있음을 확인하였으며, 현재 제4대왕 오관대왕과 지장보살상에서 복장발원문을 비롯해 후령통, 경전의 일부가 확인되었다. 지장보살상의 복장발원문은 조성연대와 봉안처 등에 대한 기록 일부는 훼손되었으나 지장보살상을 비롯한 당시 조성내용과 이를 위해 참여한 시주자의 명단을 상세히 기록되어 있었다.

## 참고 문헌
- 통영 안정사 목조지장시왕상 - 국가유산청 국가유산포털